# Sangro
Der Sangro ist ein Fluss in Italien mit ungefähr 122 km Länge. Er fließt durch die zu den Abruzzen gehörenden Provinzen L’Aquila und Chieti sowie ein kleines Stück durch die Provinz Isernia in Molise.

## Geographie
Der Sangro entspringt in den Apenninen in einer Höhe von etwa 1600 m im zum Nationalpark der Abruzzen gehörenden Gebirgsgebiet des Monte Morrone del Diavolo. Er fließt zunächst nach Südosten. Noch innerhalb des Nationalparks ist er zum zwischen Villetta Barrea und Barrea gelegenen Lago de Barrea aufgestaut. Danach wendet der Sangro seinen Lauf nach Nordosten und durchfließt Castel di Sangro, Ateleta, Quadri und Villa Santa Maria. Bei Bomba ist er zum auch Lago di Sangro genannten Lago di Bomba aufgestaut. Einige Kilometer nördlich nimmt er seinen größten Nebenfluss, den von links einmündenden Aventino auf. Bei Torino di Sangro mündet der Sangro in die Adria.

## Regelung des Flusses
Der Sangro hat einen durchschnittlichen Wasserdurchfluss von ca. 9,2 m³/s. Während des Sommers ist sein Umfang stark reduziert (0,5–3,2 m³/s.), während im Herbst und Winter oft ein beträchtlicher Anstieg (maximale Kapazität bei Ateleta: 16,2 m³/s) aufgrund starker Regenfälle resultiert. Im Herbst verursacht der Fluss durch starke Regenfälle oft größere Überschwemmungen. Deshalb versucht man den Fluss in die äußeren Deiche zu verleiten, um die Ortschaften und das Land vor Überschwemmungen zu schützen.

## Gemeinden im Einzugsgebiet des Flusses
Der Sangro durchquert das Gebiet folgender Gemeinden in den Provinzen L’Aquila, Isernia und Chieti (in alphabetischer Reihenfolge):
Altino, Archi, Ateleta, Atessa, Barrea, Bomba, Borrello, Castel del Giudice, Castel di Sangro, Civitella Alfedena, Fallo, Fossacesia, Lanciano, Montebello sul Sangro, Montelapiano, Mozzagrogna, Opi, Paglieta, Perano, Pescasseroli, Pizzoferrato, Quadri, Roccascalegna, Santa Maria Imbaro, Sant'Angelo del Pesco, Sant'Eusanio del Sangro, Torino di Sangro, Villa Santa Maria, Villetta Barrea